# Verneuil-sur-Vienne
Verneuil-sur-Vienne (tiếng Occitan: Vernuèlh) là một xã của tỉnh Haute-Vienne, thuộc vùng Nouvelle-Aquitaine, miền trung nước Pháp.